# Balduin III. Henegavský
Balduin III. Henegavský (1088–1120) byl henegavský hrabě v letech 1098-1120.
Byl synem henegavského hraběte Balduina II. a jeho manželky Idy Lovaňské. Oženil se s Jolandou z Wassenbergu, dcerou geldernského hraběte Geralda I.

## Potomci
- Balduin IV. Henegavský ⚭ Alice z Namuru
- Gerhard Henegavský
- Gertruda (Ida) Henegavská
- Richilda Henegavská